# 邦唐足球會
邦唐足球會（Bontang Football Club）是一支位於印尼邦唐的職業足球會，目前於印尼超級聯賽 角逐。

## 外部連結
- （印尼文） Bontang PKT Official Site
- （英文） Goal.com Profile （页面存档备份，存于）